# 장순국
장순국(張淳國, 張順國, 1952년 11월 4일~ )은 대한민국의 연기자 겸 무술감독이다. 대한민국 무술감독이라는 직업을 개척한 1세대이다.
출연작 이외에 무술감독으로 작품에 참여한 것은 필모그래피가 부족한 수준이다. 1972년 영화 《낭산의 결투》에서 단역으로 영화배우 첫 데뷔하였다.

## 출연작

### 영화
- 1972년: 《낭산의 결투》 - 단역
- 1997년: 《용병 이반》 - 무술감독

### TV 드라마
- 1981년: 《포도대장》(KBS)
- 1982년: 《풍운》(KBS)
- 1983년: 《개국》(KBS) - 백성 역
- 1983년: 《전우》(KBS)
- 1985년: 《방랑자》(KBS2)
- 1985년: 《광장》
- 1985년: 《오성장군 김홍일》(KBS1)
- 1986년: 《길손》(KBS2)
- 1987년: 《이차돈》(KBS1) - 신라 장수 역
- 1988년: 《하늘아 하늘아》(KBS2)
- 1989년: 《역사는 흐른다》(KBS1)
- 1992년: 《삼국기》(KBS1) - 계필하력 역
- 1994년: 《한명회》(KBS2) - 사육신의 동료 역
- 1995년: 《제4공화국》(MBC) - 장예준 역
- 1995년: 《찬란한 여명》(KBS1)
- 1996년: 《용의 눈물》(KBS1) - 유무 역
- 1998년: 《왕과 비》(KBS1) - 별감 역 / 무술감독
- 2000년: 《태조 왕건》(KBS1) - 장수장 역
- 2001년: 《명성황후》 (KBS2) - 무술감독 역
- 2003년: 《무인시대》(KBS1) - 석린 역
- 2004년: 《장길산》(SBS) - 의금부 금부도사 역
- 2004년: 《불멸의 이순신》(KBS1) - 조승훈(명나라 부총병) 역
- 2005년: 《제5공화국》(MBC) - 정구영 역
- 2006년: 《대조영》(KBS1) - 고돌발 역
- 2009년: 《천추태후》(KBS) - 유종 역
- 2010년: 《명가》(KBS1) - 옥동 역
- 2010년: 《자이언트》(SBS) - 주영국 역
- 2013년: 《기황후》(MBC) - 설도간 역